# Rozhledna Rovnina
Rozhledna Rovnina se nachází v katastru Jarošova, části města Uherské Hradiště. Stojí na masivu kopce Rovnina, v nadmořské výšce 336 m n. m., asi 400 m od jeho vrcholu, na hranici přírodního parku Prakšická vrchovina v pohoří Vizovická vrchovina v okrese Uherské Hradiště ve Zlínském kraji.

## Popis a historie stavby
Nezastřešená rozhledna Rovnina byla postavena v roce 2003 jako ocelová příhradová konstrukce základnové stanice mobilní telefonní sítě. Plní, kromě své primární funkce základnové stanice, ještě funkci rozhledny a vysílače digitální televize DVB-T2 (multiplex 24 společnosti Digital Broadcasting). Rozhledna měla původně výšku 49,5 m, avšak od října 2012 po instalaci tubusové antény digitální televize, se její výška změnila na 55 m. Vyhlídková plošina je umístěná ve výšce 24 m. Investorem stavby byla společnost EUROTEL Praha s.r.o. (nyní CETIN). Rozhledna je volně přístupná od 1. dubna do 31. října.

## Další informace
Rozhledna leží na turistické trase Cyrilometodějská stezka.

## Galerie

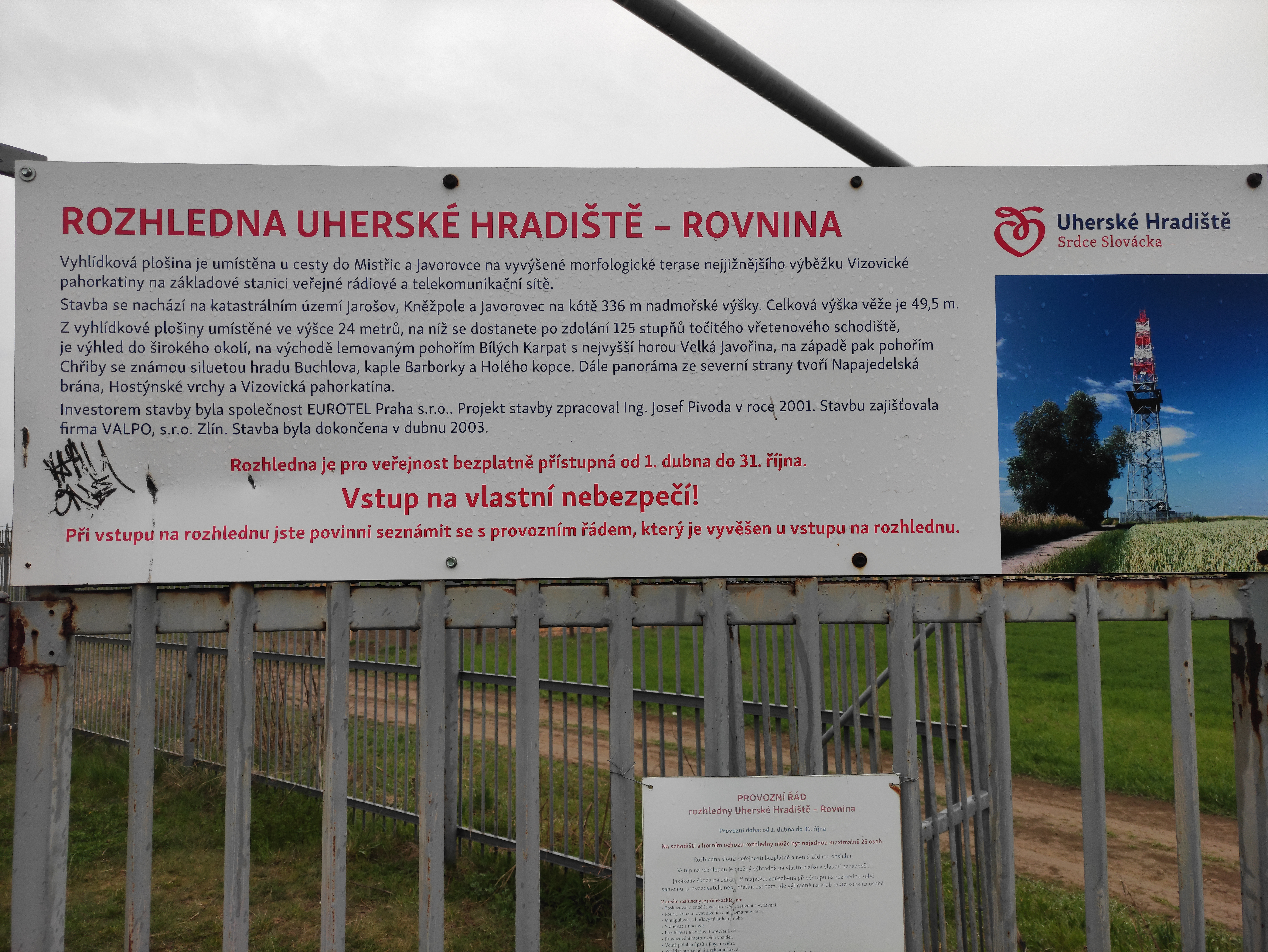
Informační panel u rozhledny
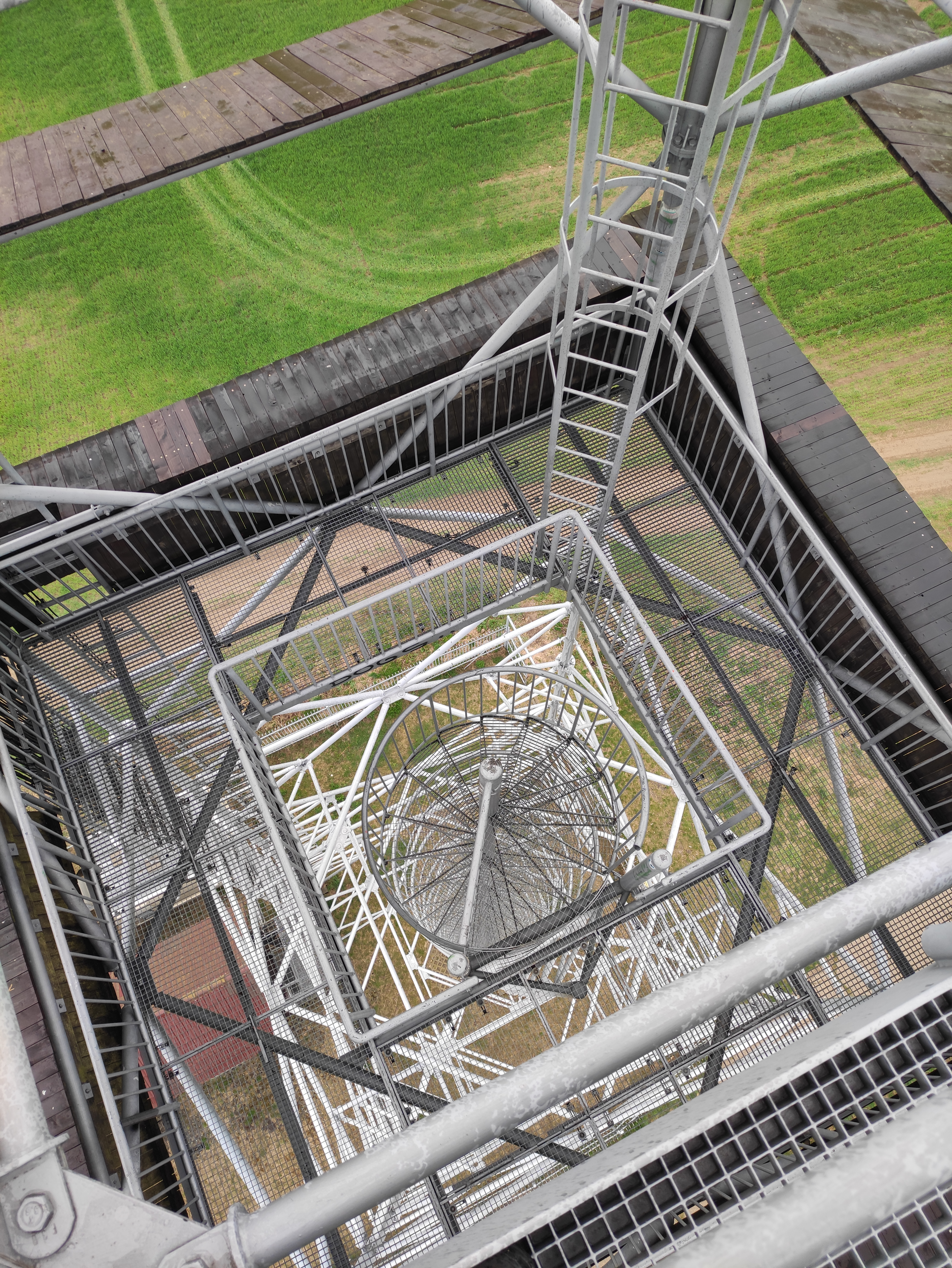
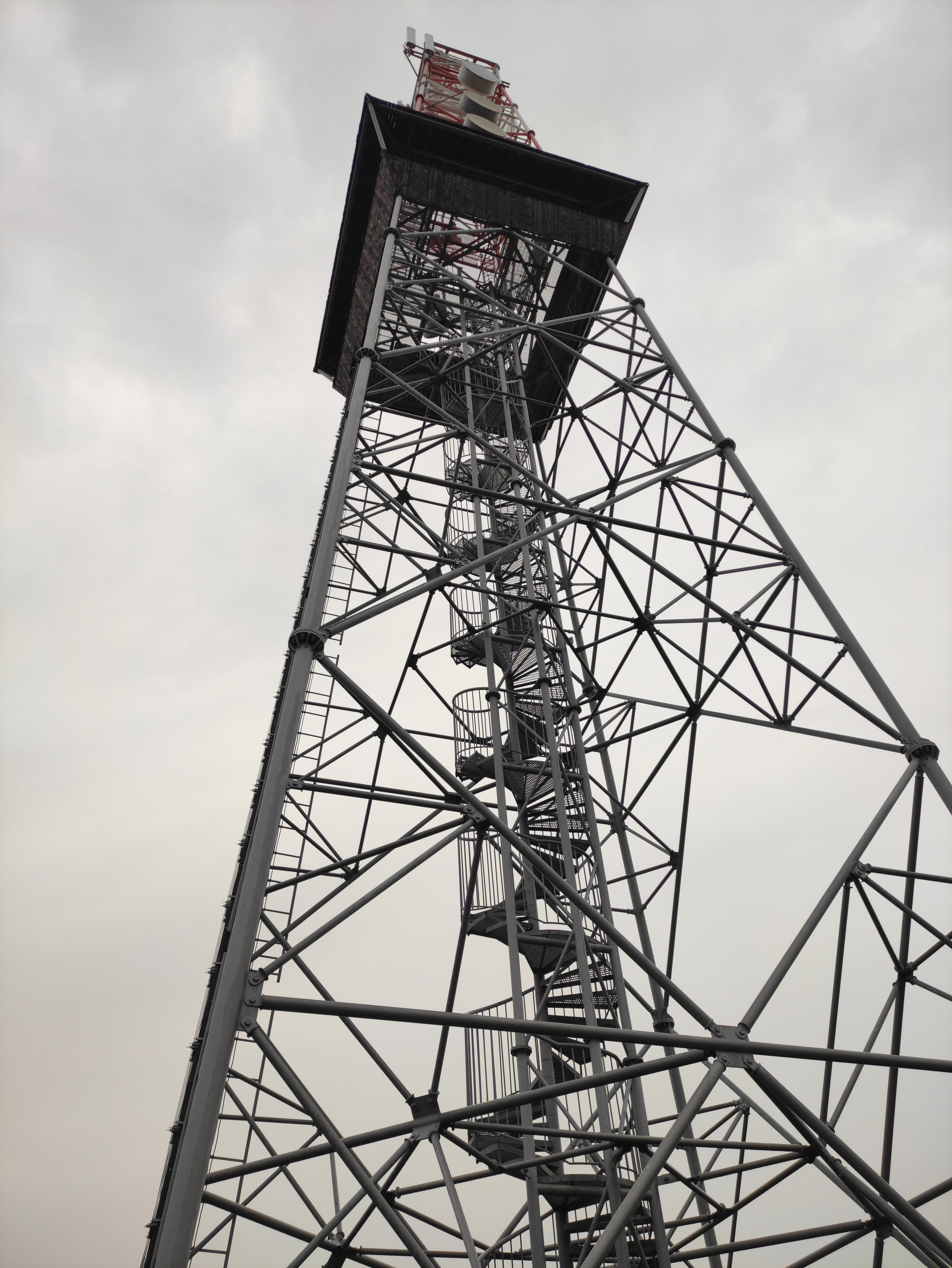
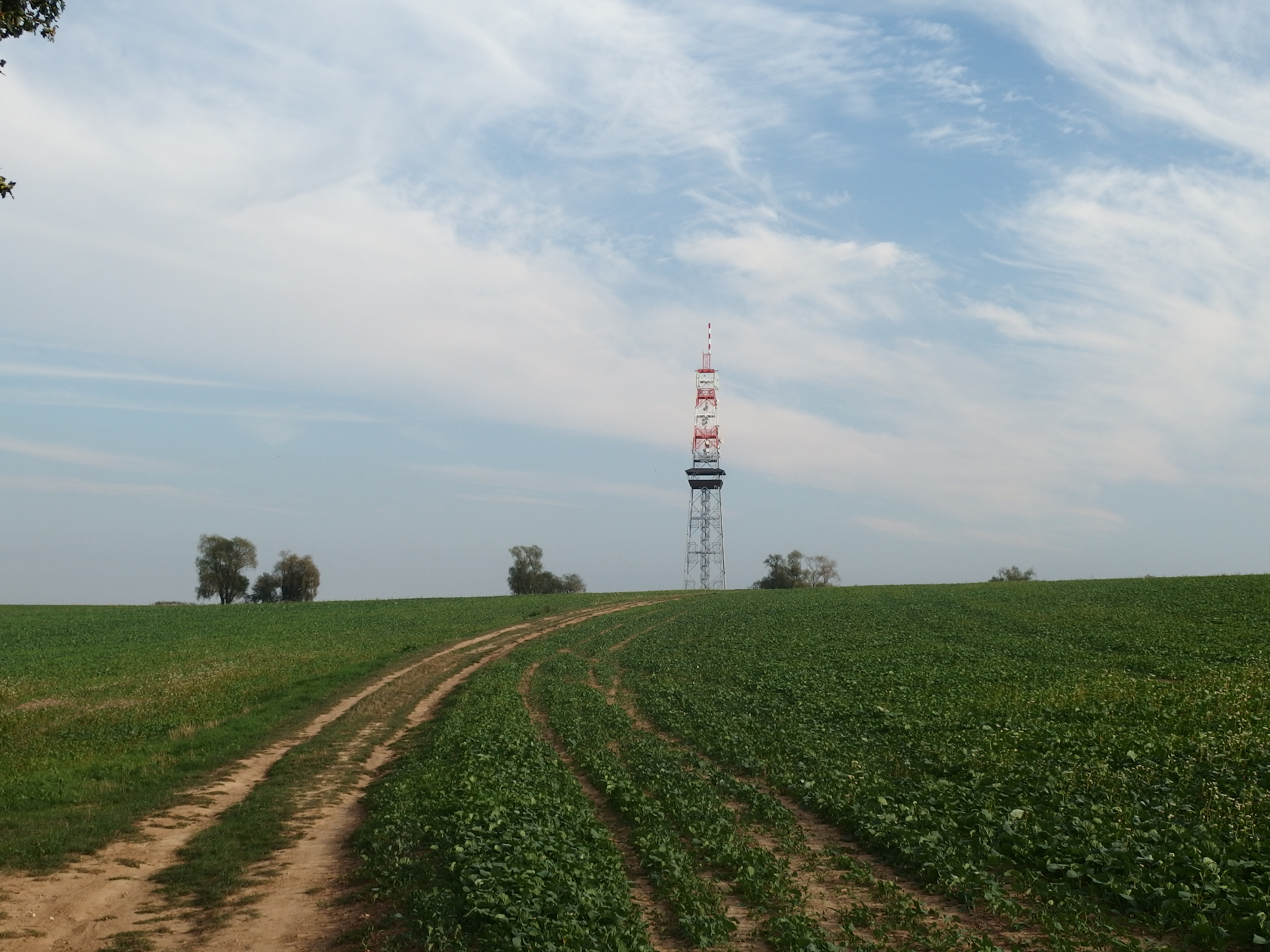